# Sumber Suko (Kejayan)
Sumber Suko (Sumbersuko) is een bestuurslaag in het regentschap Pasuruan van de provincie Oost-Java, Indonesië. Sumber Suko telt 1521 inwoners (volkstelling 2010).